# Trixoscelis
Trixoscelis är ett släkte av tvåvingar. Enligt Catalogue of Life ingår Trixoscelis i familjen myllflugor, men enligt Dyntaxa är tillhörigheten istället familjen Trixoscelididae.

## Dottertaxa tillTrixoscelis, i alfabetisk ordning[1][2]
- Trixoscelis abnubila
- Trixoscelis adnubila
- Trixoscelis albinervis
- Trixoscelis approximata
- Trixoscelis auroflava
- Trixoscelis baliogaster
- Trixoscelis beckeri
- Trixoscelis bistriata
- Trixoscelis brandbergensis
- Trixoscelis brincki
- Trixoscelis buccata
- Trixoscelis canescens
- Trixoscelis cinerea
- Trixoscelis claripennis
- Trixoscelis coei
- Trixoscelis coetzeci
- Trixoscelis coetzeei
- Trixoscelis cogani
- Trixoscelis costalis
- Trixoscelis crassitarsa
- Trixoscelis curvata
- Trixoscelis deemingi
- Trixoscelis deserta
- Trixoscelis deserticola
- Trixoscelis discolor
- Trixoscelis dumbii
- Trixoscelis flagellata
- Trixoscelis flavens
- Trixoscelis flavida
- Trixoscelis flavipalpis
- Trixoscelis franzi
- Trixoscelis frontalis
- Trixoscelis fucipennis
- Trixoscelis fumipennis
- Trixoscelis gentilis
- Trixoscelis gigans
- Trixoscelis hessei
- Trixoscelis incognita
- Trixoscelis intermedia
- Trixoscelis irrorata
- Trixoscelis jonesi
- Trixoscelis jugoslaviensis
- Trixoscelis laeta
- Trixoscelis lindneri
- Trixoscelis litorea
- Trixoscelis lyneborgi
- Trixoscelis marginella
- Trixoscelis margo
- Trixoscelis melanderi
- Trixoscelis mendezabali
- Trixoscelis migueli
- Trixoscelis millennica
- Trixoscelis mixta
- Trixoscelis mohavea
- Trixoscelis mongolica
- Trixoscelis namibensis
- Trixoscelis nigra
- Trixoscelis nigrifemorata
- Trixoscelis nigritarsa
- Trixoscelis nitidiventris
- Trixoscelis nubila
- Trixoscelis nuda
- Trixoscelis obscurella
- Trixoscelis pallida
- Trixoscelis paraproxima
- Trixoscelis pedestris
- Trixoscelis peregrina
- Trixoscelis phylacis
- Trixoscelis plebs
- Trixoscelis problematica
- Trixoscelis proxima
- Trixoscelis psammophila
- Trixoscelis puncticornis
- Trixoscelis punctifera
- Trixoscelis pygochroa
- Trixoscelis sabinaevae
- Trixoscelis sabulicola
- Trixoscelis sagulata
- Trixoscelis sanctiferdinandi
- Trixoscelis serpens
- Trixoscelis sexlineata
- Trixoscelis signifera
- Trixoscelis similis
- Trixoscelis stuckenbergi
- Trixoscelis stukei
- Trixoscelis subobscura
- Trixoscelis suffusa
- Trixoscelis triplex
- Trixoscelis tumida
- Trixoscelis uniformis
- Trixoscelis vanharteni
- Trixoscelis vikhrevi